# Oberleitungsbus Tiflis

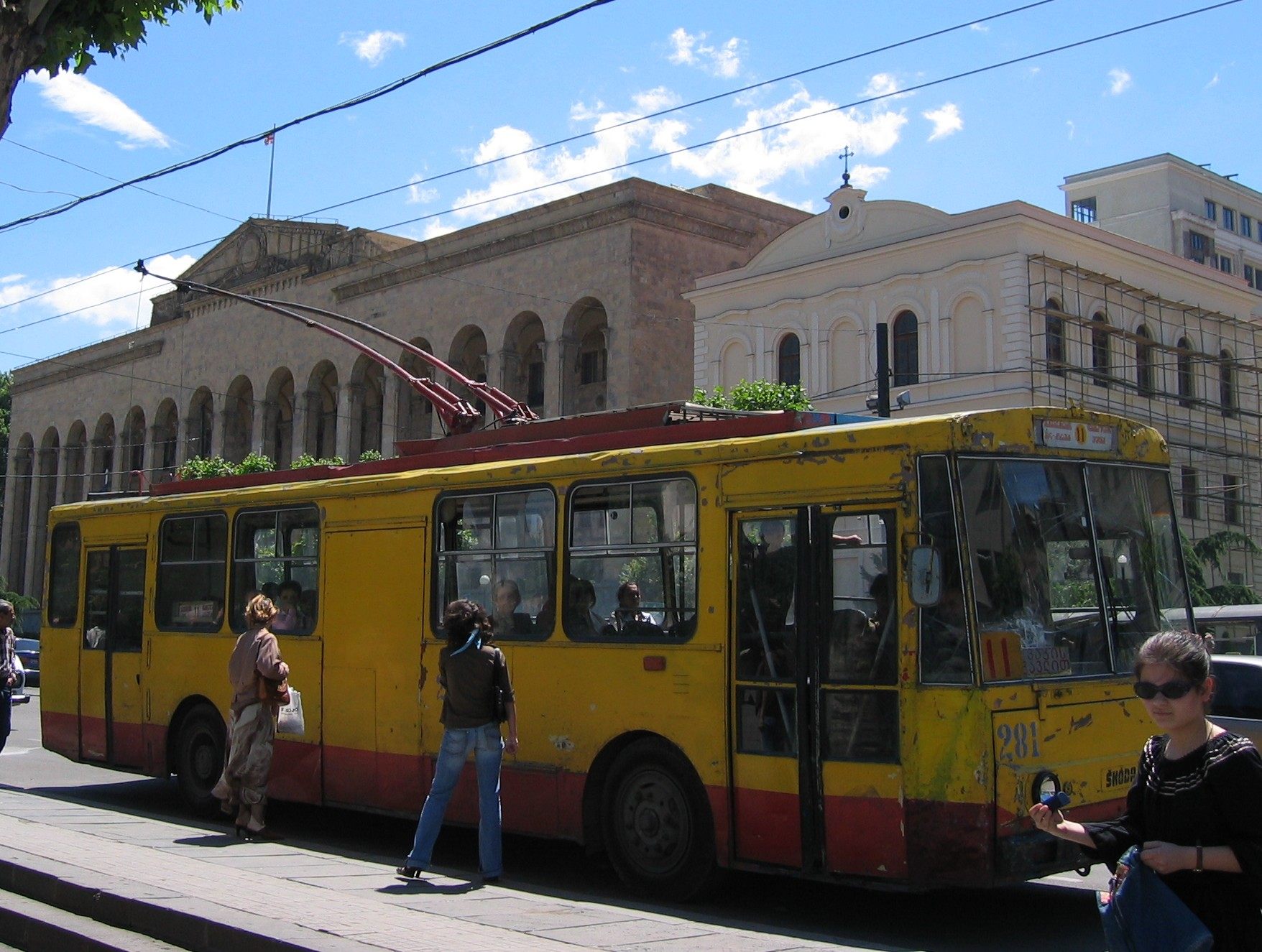
Der aus der ehemaligen Tschechoslowakei beschaffte Wagen 281 des Typs Škoda 14Tr

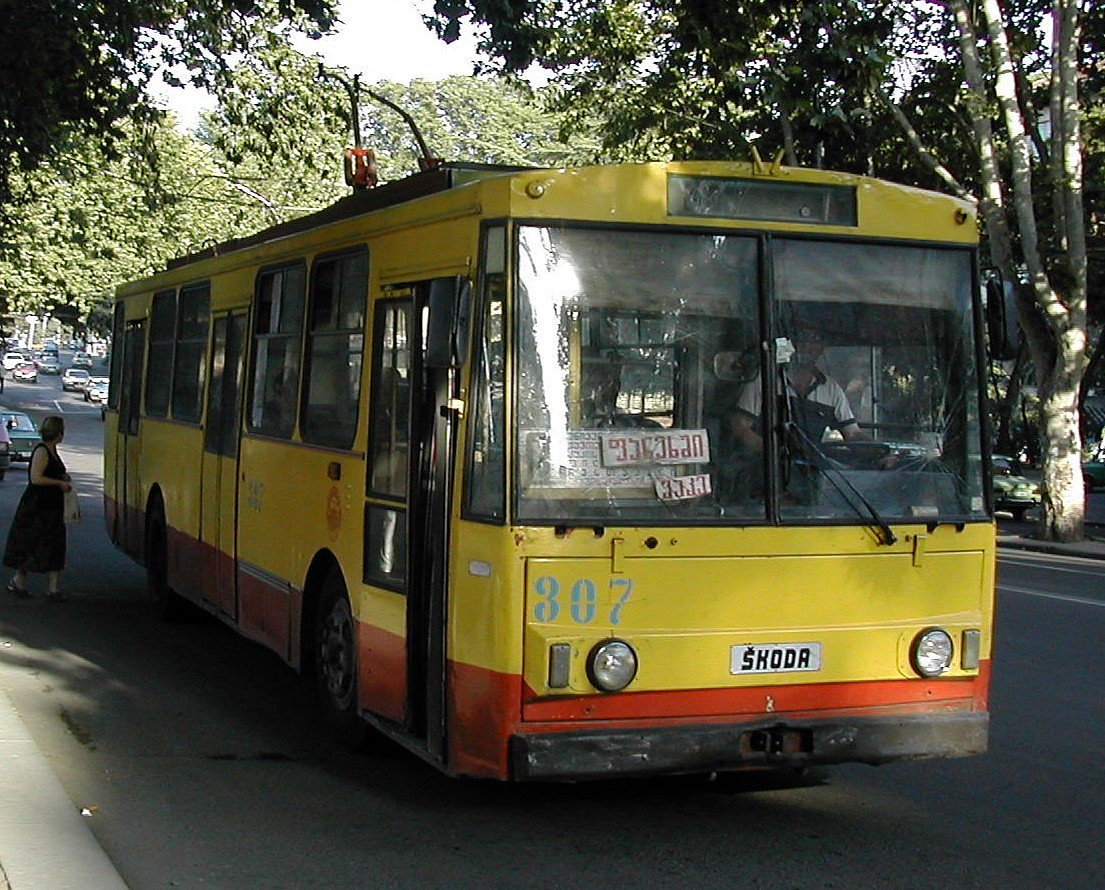
Škoda 14Tr Nummer 307 im Sommer 2002

Der Oberleitungsbus Tiflis (georgisch თბილისის ტროლეიბუსი, tbilissis troleibussi) war der Oberleitungsbus-Betrieb der georgischen Hauptstadt Tiflis.

## Geschichte
Er wurde am 21. April 1936 als erster Obusbetrieb Georgiens eröffnet. Er erschloss die gesamte Innenstadt und verkehrte ergänzend zur 1883 eröffneten Straßenbahn beziehungsweise zur 1966 eröffneten Metro. Nachdem zeitweise bis zu 21 Linien bedient wurden, ging der Obus-Betrieb nach der Unabhängigkeit des Landes stark zurück. Die Anlagen litten stark unter Vandalismus, lange Abschnitte der Oberleitung wurden entwendet. Während in den 1980er Jahren noch circa 310 Wagen zur Verfügung standen, waren 1990 nur noch 137 Wagen im Bestand. 2004 existierten noch 80, davon lediglich 40 betriebsfähig. Der Oberleitungsbus Tiflis wurde schließlich am 4. Dezember 2006 zusammen mit der Straßenbahn eingestellt.
Bis heute existieren noch vereinzelt Elemente der Obus-Oberleitung, sie dienen allerdings der Straßenbeleuchtung. Ein großer Teil der Oberleitung in der Innenstadt wurde aber bereits entfernt.